# Aphrodite van Knidos

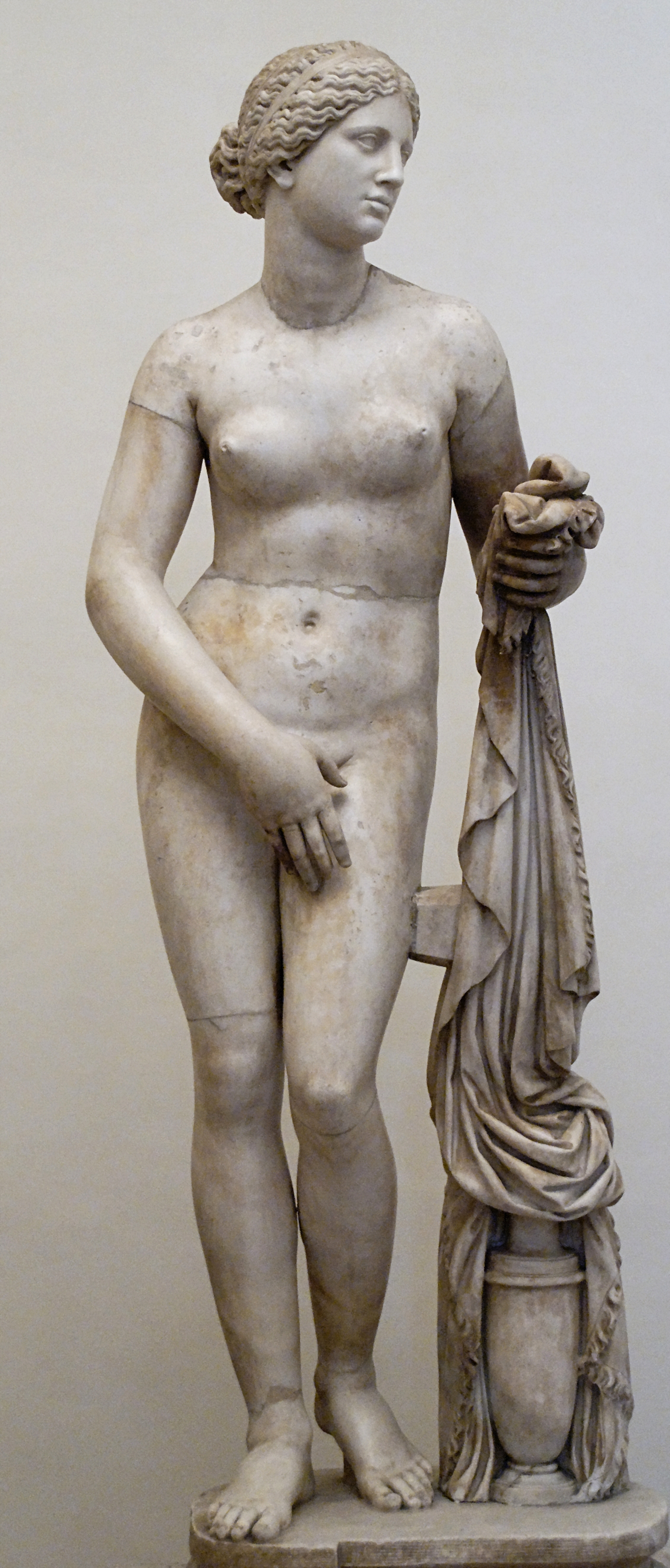
Een kopie in een museum in Rome

De Aphrodite van Knidos is gemaakt door Praxiteles, een van de belangrijkste beeldhouwers uit de klassieke oudheid, in 360 v.Chr. Voor het eerst in de Griekse oudheid werd een realistisch monumentale vrouwenfiguur volledig naakt afgebeeld. Het beeld was bepalend voor het vrouwelijk naakt in de Griekse kunst.

## De godin Aphrodite
Aphrodite was de godin van de schoonheid en de liefde. Ze stond ook wel bekend als de beschermgod van de ‘hetaeren’, de prostituees.
Aphrodite was de dochter van oppergod Zeus en Dione. Er wordt ook wel verteld dat Aphrodite geboren werd uit het schuim van de zee. Ze dobberde op haar zeeschelp naar Cyprus. Geen enkele god kon Aphrodite weerstaan, maar zij wilde geen van hen. Zeus werd nijdig en huwelijkte haar uit aan de lelijkste god, Hephaistos. Aphrodite was hier uiteraard niet gelukkig mee. Ze staat alom bekend om haar ontrouw tegenover Hephaistos. Het meeste tijd bracht ze door met Ares, de oorlogsgod.

## De beeldhouwer
De Aphrodite van Knidos was het belangrijkste werk van Praxiteles. Praxiteles was een bekend beeldhouwer uit Athene die leefde in de 4de eeuw voor Christus. Men vermoedt dat Praxiteles de zoon was van Kephisodotos, een bekend beeldhouwer.  Wat wel zeker is, is dat een van de zonen van Praxiteles Kephisodotos heette. Dit is wel een aanwijzing, aangezien het bij de Grieken gebruikelijk was kinderen naar hun grootouders te vernoemen.

## Het beeld
Het beeld van menselijke gestalte ademt een sfeer van natuurlijke schoonheid uit. Voor het eerst in de kunstgeschiedenis wordt een godin volledig naakt voorgesteld. Dit was uiteraard een zeer gedurfd ontwerp voor die tijd.
De godin staat op het punt om een bad te nemen en als men goed kijkt lijkt Aphrodite even te rillen. In haar linkerhand houdt de godin haar kleren vast en met haar rechterhand schermt ze haar vulva af.
Het originele beeld is niet bewaard gebleven, maar er zijn wel talrijke kopieën gemaakt. Onder andere in Tivoli, in de villa van Keizer Hadrianus vinden we zo een kopie.

## Volgens Plinius
In 77 na Christus bracht Plinius zijn werk ‘Naturalis historia’ uit. Hierin vertelt hij dat Praxiteles twee versies van Aphrodite maakte. Een beeld was gekleed, het andere was naakt. Hij vroeg voor beide beelden dezelfde prijs. De bewoners van het eiland Kos mochten als eerste kiezen. Ze waren gechoqueerd door het naakte beeld en kozen resoluut voor de geklede versie. De inwoners van de stad Knidos kochten de naakte versie.
Het beeld werd in Knidos in een speciale tempel geplaatst die langs alle kanten open was. Op deze manier konden de bezoekers het beeld van langs alle kanten bekijken. En bezoekers waren er zeker, aangezien de grote bekendheid dat het beeld verkreeg. De Aphrodite werd zelfs op munten afgebeeld.
Koning Nicomedes I wilde het beeld later van de Knidosiërs kopen. Hij bood aan om hun staatsschuld volledig over te nemen in ruil voor het beeld. Dit was een mooi aanbod, aangezien zij een enorme staatsschuld hadden. Het aanbod werd echter resoluut geweigerd. Knidos was bekend geworden vanwege het beeld en men vond dat dit zo moest blijven.

## Fabel of waarheid?
Er doen verhalen de ronde dat reeds verschillende mensen verliefd werden op het beeld en er de liefde mee wilden bedrijven. De liefde zou voortkomen uit de perfectie van het beeld. Een jonge man zou zich ooit hebben opgesloten in de tempel en het beeld bevlekt hebben.